# Bedihošť
Bedihošť (niem. Bedihoscht) – gmina w Czechach, w powiecie Prościejów, w kraju ołomunieckim. Według danych z dnia 1 stycznia 2012 liczyła 1045 mieszkańców.
W miejscowości jest stacja kolejowa Bedihošť.